# Catch 22 (Hypocrisy)
Catch 22 è l'ottavo album di studio del gruppo melodic death metal svedese Hypocrisy, pubblicato il 25 febbraio 2002 da Nuclear Blast.
Al momento dell'uscita fu considerato un parziale distacco dallo stile classico della band, in quanto presentava riff più semplici e ritornelli orecchiabili mai sentiti prima nei lavori della band.
Il 9 maggio 2008 l'album è stato ripubblicato con il nome di Catch 22 V2.0.08. Per l'occasione Peter Tägtgren ha completamente registrato nuovamente le parti vocali e di chitarra e ha rimasterizzato il disco. Peter ha dichiarato sul sito ufficiale:

## Tracce
Testi di Peter Tägtgren, eccetto dove indicato.
1. Don't Judge Me - 2:28
2. Destroyed (Szöke, Tägtgren) - 3:56
3. On the Edge of Madness - 4:58
4. A Public Puppet - 3:40
5. Uncontrolled (Hedlund, Tägtgren) - 4:41
6. Turn the Page (Hedlund, Tägtgren) - 4:05
7. Hatred (Szöke, Tägtgren) - 4:45
8. Another Dead End (For Another Dead Man) - 3:43
9. Seeds of the Chosen One - 5:05
10. All Turns Black (Hedlund, Tägtgren) - 4:24

### Bonus track (Giappone)[4]
1. Nowhere to Run - 5:51

### Bonus track (ristampa2008)[5]
1. Nowhere to Run - 5:51

## Formazione[6]
- Peter Tägtgren - voce, chitarra, tastiere, produttore
- Mikael Hedlund - basso
- Lars Szöke - batteria
- Björn Engelmann - mastering
- Thomas Ewerhard - artwork, layout, design
- Alex Kuehr - fotografia
- Andy Siry - A&R